# お幻さま
『お幻さま』（おげんさま）は、茶木ひろみによる日本の漫画作品。1988年、「週刊マーガレット」（集英社）にて連載された。
単行本は同社のマーガレットコミックスから刊行された。全2巻。
2018年から電子版「お幻さま」(全1巻)がKindle独占で配信中。

## あらすじ
雪男（雪女の男版）折口幻蔵は、東京から女ばかりで貧しい東北の町に旅した時、幼い少女まよに出会う。
その町の女達は、旅人を殺して金を奪うことで生計を立てていた。幻蔵は女達を凍らせて返り討ちにする。
まよの可愛さに目を付けた幻蔵は、東京に連れて帰り、兄妹として暮らす。
10年後、成長したまよは幻蔵に襲われかけるが、「好きな人がいる」と嘘をいって逃げる。プライドを傷つけられた幻蔵は激しく嫉妬する。

## 登場人物
折口幻蔵
外見年齢17,8歳。人間を凍らせる能力をもち、年をとらない雪男。母親に捨てられたことから女性を憎み、女をたぶらかしては凍らせて寝室に飾っている。ひねくれているが家庭的で料理好き。
折口まよ
16歳。母親を幻蔵に凍らされ、10年間育てられた。怖じけていて大人しいが芯が強い。幻蔵の母親に似ている。
彦乃容一
幻蔵とまよの通う高校の生徒。どんなときも動じず行動力があり、幻蔵以上に女の子に人気がある。まよを幻蔵から救おうとする。